# Илжа
Илжа (пол. Iłża)  —  город  в Польше, входит в Мазовецкое воеводство,  Радомский повят.  Имеет статус городско-сельской гмины. Занимает площадь 15,83 км². Население — 4832 человека (на 2018 год).

## История
В российской военной истории город Илжа стал известен после произошедшего здесь, в ходе Ноябрьского восстания 1830—1831 годов, ожесточённого боя, между польскими повстанческими отрядами под началом Самуэля Ружицкого и частями русской императорской армии под командованием генерала Ксенофонта Фёдоровича Квитницкого.